# Prémio de literatura Hans Christian Andersen
O Prémio de literatura Hans Christian Andersen é um prémio literário dinamarquês criado em 2010. É entregue a cada dois anos a um escritor vivo cujo trabalho se assemelhe ao de Hans Christian Andersen. É um dos maiores prémios literários, sendo que o vencedor recebe 500,000 coroas dinamarquesas (60,000 libras esterlinas, ou aproximadamente 90,000 dólares americanos). O vencedor recebe uma esculptura em bronze denominada "The Ugly Duckling" do escultor Stine Ring Hansen.
Paulo Coelho aparece listado em 2007 embora o prémio só tenha sido criado em 2010. Isto acontece porque em 2007 Coelho recebeu um prémio honorário da cidade de Odense que foi tão bem recebido que os organizadores da cerimónia decidiram torná-lo anual,  nascendo a ideia do Prémio de literatura Hans Christian Andersen. Desta forma, apesar de o primeiro prémio ter sido entregue em 2010 o prémio honorário de Coelho é também listado pelos organizadores do prémio.

## Vencedores
- 2007: Paulo Coelho (Honorário – ver nota acima)
- 2010: J. K. Rowling[1]
- 2012: Isabel Allende[4][5]
- 2014: Salman Rushdie[6]
- 2016: Haruki Murakami[7][8]
- 2018:  A. S. Byatt
- 2020: Karl Ove Knausgård